# 彼得·姆尼
彼得·姆尼（Peter Mooney，1983年8月19日—）是加拿大的一位演員。他最著名的作品是在電視劇菜鳥警察中飾演Nick Collins角色。姆尼出生在溫尼伯。